# محمود بابللي
الدكتور محمود بن محمد أحمد بابللي، المولود الثالث لمحمد بابللي وسامية داخل، بعد أحمد وعبد اللطيف، ولد في حي أَغْيُر (وهو تحريف للاسم التركي «آق يول» والتي تعني الزقاق الأبيض) بحلب في سوريا عام 1922م، في وقت كانت لا تزال فيه سوريا تحت الانتداب الفرنسي. ويعود في نسبه إلى عشيرة النعيم العربية المعروفة.
وتنسب كنيته إلى (بابِلّا)، وهي حاضرة قديمة من حواضر بلاد الشام بالقرب من مدينة حلب ذكرها ياقوت الحموي في معجم البلدان، فقال عنها: "بكسرِ الباء وتشديد اللام مقصور، قرية كبيرة بظاهر حلب بينهما نحو ميل وهي عامرة آهلة في أيامنا هذه، وقد ذكرها البحتري فقال:
فيها لعَلْوَةَ مصطافٌ ومرتبعٌ		من بانقوسا وبابِلّا وبِطياسِ..."
كما ذكرها أبو بكر الصنوبري (شاعر حلب) في قصيدته التي مطلعها: احبسا العيسَ احبساها، والتي قال فيها ذاكراً بابِلّا:
		وببا صَفْرا وبابِلّا				ربا مثلي وتاها
وبابِلّا اسم آرامي يعني باب الله، وهذا هو سبب كتابة اسم «بابللي» بلامين عوضاً عن لام واحدة مع شدة (هكذا: بابلّي) لكونها نسبة إلى باب الله في النطق العربي الحديث لبابِلّا.
توفي والده وهو في سن السادسة من عمره، فأشرف على تربيته، هو وأخويه، ابن عمته السيد الفاضل مصطفى رشيد آغا الداخل، وقد تأثر به الدكتور محمود فعزز في نفسه خصائص الاعتماد على النفس والعصامية. كما كان لوالدته أكبر الأثر في تعلمه الصبر والجلد وتحمل ضنك العيش وتقلبات الزمان.
ونتيجة للظروف المادية القاسية بعد وفاة والده، اضطر لترك المدرسة الابتدائية، فتعلم حرفة الخياطة لمدة عامين دون أجر، ثم بدأ بعد ذلك العمل بليرة سورية واحدة شهرياً لمدة طويلة، حتى استقل بعمله، فأصبح له مشغله الخاص لمدة عامين، لينتقل بعد ذلك للعمل مع أخيه الأكبر في تجارة الأخشاب بسبب الكساد الذي لحق بمهنة الخياطة مع بداية الحرب العالمية الثانية.
'تعليمه':
بالرغم من تركه المدرسة وتنقله بين عدة مهنٍ، إلا أن الدكتور محمود لم ينقطع عن العلم والتعلّم فكان يدرس بنفسه المقررات الدراسية للمرحلتين المتوسطة والثانوية من كتب أخيه عبد اللطيف، إضافة إلى حفظه لبعض سور القرآن الكريم، وتلقيه علوم العربية والبلاغة والأدب على يد عدد من علماء مدينة حلب. ويعدّ الأديب الكبير عمر بهاء الدين الأميري أحد أهم المشجعين له على مواصلته تعليمه. كما تعلّم الخط العربي على يد الخطاط حسن حسني، آخر خطاطي السلطان العثماني عبد الحميد.
وبعد تخرج أخيه عبد اللطيف في جامعة فؤاد الأول (جامعة القاهرة) والتحاقه بالعمل في وزارة الزراعة في دمشق ليصبح عبد اللطيف المعيل للأسرة، رغب الدكتور محمود في العودة لمقاعد الدراسة بعد انقطاعه الطويل عنها. وبعد إلحاح وافقت أسرته على تركه العمل فالتحق بالمدرسة النظامية في الصف الثاني عشر وحصل على الشهادة الثانوية من الدورة الأولى، فأرسله أخوه أحمد لإكمال دراسته الجامعية في دمشق، فدرس القانون في الجامعة السورية (جامعة دمشق اليوم) وحصل منها على درجة الليسانس (الباكالوريوس) في الحقوق.
عمل الدكتور محمود خلال سنوات دراسته في دمشق كاتباً محلفاً في مجلس الشعب وكان هو الكاتب المحلف الذي أخذ الإفادة الخاصة للسياسيين والعسكريين السوريين المتعلقة بهزيمة 1948م واحتلال فلسطين، وبعد عودته إلى حلب عيّن لفترة قصيرة مديراً للدعاية والأنباء فيها بصفته ممثلاً عن حزب الشعب في تلك المرحلة.
بتشجيع ومساهمة من أخيه الأكبر أحمد، سافر الدكتور محمود لإكمال دراسته في جامعة السوربون بمدينة باريس، وسكن في الحي اللاتيني في الفترة ما بين 1950-1954م، وحصل فيها على شهادة الدكتوراه في القانون برسالة عنوانها: (الدساتير السورية في مرحلة الانتداب الفرنسي). وقد عمل في السفارة السورية في باريس خلال تلك السنوات.
'حياته العملية:'
حال عودته إلى حلب عمل الدكتور محمود محامياً، فتدرب على يد المحامي والمربي الفاضل الأستاذ عبد القادر السبسبي - ، ثم سرعان ما أسس مكتب المحاماة الخاص به. ثم التحق بهيئة التدريس بجامعة حلب، فدرّس فيها مادة القانون المدني من كتاب ألّفه خصيصاً لهذه المادة بعنوان: «المدخل إلى دراسة القانون المدني والالتزامات».
بقي في حلب حتى عام 1967م، وبعد ذلك انتقل إلى لبنان ثم إلى السعودية فأقام في مدينة جدة وعمل فيها مستشاراً لوزارة التجارة. وفي نهاية الستينات الميلادية، انتقل للعمل في وزارة الحج (وزارة الحج والعمرة حاليا) بناء على طلب من وزير الحج آنذاك معالي الأستاذ حسن كتبي، ومن ثم عمل مع معالي الوزير الأستاذ عبد الوهاب عبد الواسع قبل أن ينتقل للتدريس في المعهد العالي للقضاء بجامعة الإمام محمد بن سعود الإسلامية ما بين الأعوام 1975-1978م.
وبعد حصوله على الجنسية السعودية في العام 1978م استقال من العمل الحكومي، وتفرغ للعمل الخاص كمحامٍ ومستشار قانوني، إضافة لعمله مستشاراً لعدد من كبار رجال الأعمال السعوديين، والشركات الدولية التي نشطت في المملكة في فترة الثمانينات والتسعينات الميلادية.
وفاته:
في العام 1995م تقاعد الشيخ الدكتور من عمله، وبقي في مدينة الرياض حتى وافته المنية يوم الجمعة 14 ربيع الأول 1430هـ الموافق 10 أبريل 2009م بعد معاناة طويلة مع المرض، ودفن في مقبرة النسيم بمدينة الرياض.
'شخصيته:'
اتسمت شخصية الدكتور محمود بابللي بالآتي:
1.	حبه لله ولرسوله ﷺ ولآل بيت الرسول عليه الصلاة والسلام، وتربيته أولاده على ذلك.
2.	العمل بصمت.
3.	التواضع.
4.	الصبر.
5.	حسن الخلق، خاصة مع من هو أصغر منه سناً أو وظيفة أو قدراً.
6.	الدقة والوضوح في الرأي.
7.	التعفف والورع، خاصة في التعاملات المالية. وكان معروفاً بعدم قبوله أية قضية لا يعتقد صحتها، أياً كانت المغريات المالية، وتكرر منه إرجاع جزء من المصاريف لصاحب الدعوة عند تقديره أن الجهد الذي بذله أقل من المبلغ المدفوع مسبقاً.
8.	البعد عن الإعلام وعن الأضواء.
9.	وسطيته في الفكر والتصرف.
'من حياته:'
عاش حياته بعيداً عن الأضواء الإعلامية وسطياً في الفكر والتصرف، وقد تأثر خلال حياته العلمية والعملية (والتي امتدت به من حلب فدمشق فباريس فبيروت فجدة فالرياض) بعدد من الرجال الأعلام والأساتذة الأفاضل، والذين ساهموا في زيادة المعرفة الشرعية والدينية واللغوية لديه، منهم:
'الخط العربي:'
-	الخطاط السيد حسن حسني، آخر خطاطي السلطان العثماني عبد الحميد والذي استقر في حلب بعد انتهاء حكم الدولة العثمانية.
'القانون (الحقوق):'
- الفقيه الشيخ مصطفى الزرقا والذي درّسه في كلية الحقوق بدمشق.
-	الدكتور معروف الدواليبي والذي درّسه في كلية الحقوق بدمشق.
-	الأستاذ المحامي عبد القادر السبسبي والذي تدرب الدكتور محمود لديه على مهنة المحاماة بعد عودته من باريس.
العلم الشرعي:
استفاد من عدد من كبار علماء حلب وسوريا مثل الشيخ محمد سعيد الإدلبي والشيخ نجيب سراج الدين والشيخ ناجي أبو صالح وهم من الجيل الذي سبقه، كما عاصر كلا من الشيخ عبد الفتاح أبوغدة والشيخ محمد فوزي فيض الله والشيخ إبراهيم سلقيني والشيخ عبد الله سراج الدين، كما تواصل مع عدد من العلماء واستفاد منهم مثل الشيخ عبد الرحمن حَبَنّكَة الميداني والشيخ عبد الرحمن الباني والشيخ محمد ناصر الألباني والشيخ عبد الله ناصح علوان والشيخ محمد أديب الصالح.
وكانت له علاقات وثيقة بالعلماء والدعاة المسلمين في العالم الإسلامي مثل الشيخ أبو الحسن الندوي والشيخ محمد محمود الصواف، كما استضاف المقرئ الشيخ عبد الباسط عبد الصمد إبان زيارته لمدينة حلب في الخمسينات الميلادية.
وبعد انتقاله للمملكة العربية السعودية صاحب وزامل وعمل مع عدد من العلماء والمشايخ مثل الشيخ محمد بن جبير والشيخ محمد السبيّل والشيخ مناع القطان والشيخ محمد علي الصابوني والشيخ محمد لطفي الصباغ، كما رافق ولفترة من الزمن كلا من الشيخ علي الطنطاوي وأخيه الشيخ ناجي الطنطاوي.
```
وله عدد من التلاميذ إبّان عمله في التدريس في المعهد العالي للقضاء.
كما ساهم في الإشراف على تربية الشيخ محمد صالح المنجد وأخوته (أيتاماً) في مراحل مبكرة من أعمارهم.
```

'العمل الدعوي والأدبي:'
بدأ نشاطه الدعوي بدار الأرقم في مدينة حلب، واستمر خلال فترة دراسته في فرنسا، وأصبح مؤسساتياً عند عودته إلى حلب بعد تخرجه في جامعة السوربون في باريس. وكان له تأثير كبير في مجتمعه على تحرير الأفراد والأسر من التأثيرات المجتمعية الخاطئة، والعودة إلى جوهر الدين الصحيح.
اختاره الملك فيصل للمشاركة في حوار الأديان الذي بدأ في أوائل السبعينات الميلادية مع الفاتيكان، فشارك في الحوارين اللذين جريا في الرياض وفي الفاتيكان، وتم نشر مختصر عن وقائع الزيارة والحوار الذي جرى في أوروبا في العدد الأول من المجلة العربية (والتي كان من مؤسسيها مع أول رئيس تحرير لها الدكتور منير العجلاني). كما اختاره الملك فيصل أيضاً لتمثيل المملكة في مؤتمر الفقه المقارن الذي عقد في اليابان عام 1974م.
استعانت رابطة العالم الإسلامي والندوة العالمية للشباب الإسلامي بالدكتور محمود في الجهود الدعوية خارج المملكة خاصة في الدول الناطقة باللغة الفرنسية. كما استعانت به رئاسة البحوث العلمية والإفتاء والدعوة والإرشاد، في مجال ترجمة البحوث والكتب إلى اللغة الفرنسية. كما عمل مع عدد من المراكز الإسلامية حول العالم للإجابة عن أسئلتهم واستفتاءاتهم.
رشحته الندوة العالمية للشباب الإسلامي لجائزة الملك فيصل العالمية للدراسات الإسلامية عام 1417هـ في مجال الدراسات التي تناولت مكانة المرأة في الإسلام.
أما أدبياً ففي الفترة التي ابتعد فيه عن عائلته كان يتواصل معهم بكتابة القصص القصيرة وإرسالها لهم تباعاً. كما كان له تجارب شعرية محدودة، وقد اختار أن لا ينشر من تجاربه الأدبية. وقد عرف عنه حبّه وتذوّقه للأدب والشعر، وكان من رواد مجلس الأديب النبيل الأستاذ عبد العزيز الرفاعي والذي كان يعقد مساء كل خميس في الرياض. كما كان يحرص على حضور المجالس الأدبية والعلمية الأخرى والصالونات، مثل أحدية الدكتور راشد المبارك، وصالون الدكتور بشير القضماني مساء كل ثلاثاء وصالون الدكتور عبد الرحمن الجليلي مساء كل اثنين، إضافة إلى صالون الدكتور رشاد فرعون الصباحي.
ترجمة معاني القرآن:
أكرم الله الشيخ الدكتور محمود بابللي بالعمل على ترجمة معاني القرآن للغة الفرنسية بالتعاون مع الدكتور حسين نهابو من موريشوس، وصدرت هذه الترجمة والتي ما تزال معتمدة من قبل مجمع الملك فهد لطباعة المصحف الشريف.
'كتبه ومقالاته:'
ألف ونشر عشرات المقالات والبحوث المنشورة، وتنوع إنتاجه العلمي من محاضرات إلى ندوات إلى مقالات محكّمة وغير محكّمة، إضافة إلى كتبه المنشورة وكتبه التي درّست كمقررات في الجامعات. وكان تركيزه بشكل رئيس على الاقتصاد والمال، من منظور إسلامي، وأهمية ذلك للمجتمع والدولة الحديثين، وله من الكتب التالية:
	كتب الدكتور محمود محمد بابللي:
1. الدساتير السورية بعد الانتداب (باللغة الفرنسية)
2. المدخل إلى دراسة القانون المدني والالتزامات
3. الشورى في الإسلام
4. في التشريع النبوي
5. الاقتصاد في ضوء الشريعة الإسلامية
6. المال في الإسلام
7. السوق الإسلامية المشتركة
8. الشركات التجارية (دراسة مفصلة ومقارنة لنظام الشركات في المملكة العربية السعودية)
9. الأوراق التجارية (دراسة مفصلة ومقارنة لنظام الأوراق التجارية في المملكة العربية السعودية)
10. الأسس العملية والفكرية للاقتصاد الإسلامي
11. معاني الأخوة في الإسلام ومقاصدها
12. الشورى سلوك والتزام
13. الحرية الاقتصادية ومسوّغ تدخل الدولة
14. خصائص الاقتصاد الإسلامي وضوابطه الأخلاقية
15. المصارف الإسلامية ضرورة حتمية
16. الكسب والإنفاق وعدالة التوزيع في المجتمع الإسلامي
17. إعمار الأرض في الاقتصاد الإسلامي واستثمار خيراتها بما ينفع الناس
18. الشريعة الإسلامية شريعة العدل والفضل
19. مصادر تمويل الدولة الإسلامية في منطلق الدعوة والخلافة الراشدة
20. إلى الشباب المسلم في غربته
21. الإنسان وحريته في الإسلام
22. مقام المرأة في الإسلام
23. الهجرة في الإسلام
24. مشروعية القتال في الإسلام
25. الشورى في الإسلام تناصح وتعاون
26. لطائف الفكر في الملح والآداب والعبر
27. زواج المسلمة بغير المسلم وحكمة تحريمه
28. الإحسان: خلق إسلامي
29. قبسات نورانية من سيرة صاحب الخلق العظيم
30. عروبة إبراهيم وإسماعيل عليهما السلام
31. الآيات القرآنية والأحاديث النبوية في المال والاقتصاد والتعامل المادي والخلقي
32. التغيير سنة الحياة
33. تعاريف ومصطلحات اقتصادية بمنظور إسلامي (لم ينشر)
34. نظرات ابن خلدون الاقتصادية (لم ينشر)
35. الحج في الإسلام حكمه وأسراره (لم ينشر)
36. المعجم المفهرس لموضوعات القرآن الكريم (لم ينشر)
37. البحث العلمي وتحقيق المخطوطات (لم ينشر)

'زوجته وأبناؤه':
تزوج من السيدة ندوة بنت بشير كعدان عام 1957م. توفي ولدهما الأول حازم عن عمر أربعين يوماً بسبب خطأ طبي، ثم رزقا بخمس بنات: هدى وضحى وسمية ونهى وعلا، وثلاثة بنين: محمد وإبراهيم وإسماعيل، ترتيبهم كالتالي:
1. هدى: تخرجت في كلية التربية تخصص أحياء، وتعمل في قطاع التعليم العام بالمملكة العربية السعودية.
2. ضحى: تخرجت في كلية الطب بجامعة الملك سعود، استشارية طب أسرة.
3. محمد: تخرج في كلية الهندسة بجامعة الملك سعود تخصص هندسة مدنية.
4. إبراهيم:[2] تخرج في كلية الهندسة بجامعة الملك سعود، وحصل على الدكتوراه في الهندسة النووية من أمريكا.
5. سمية: تخرجت في كلية الطب بجامعة الملك سعود، طبيبة نساء وولادة وتقيم حالياً في اسكوتلندا.
6. نهى: تخرجت في كلية العلوم بجامعة الملك سعود.
7. إسماعيل: تخرج في كلية الطب بجامعة الملك سعود، تخصص أولاً في الطب الباطني ثم انتقل إلى طب المخ والأعصاب حصل على الزمالة الأردنية وهو الآن استشاري مخ وأعصاب.
8. علا: تخرجت في كلية الطب بجامعة الملك سعود، ثم تخصصت في مجال طب الأسرة.

## وصلات خارجية
1. http://www.islamsyria.com/consult.php?action=details&COID=21
2. http://www.odabasham.net/show.php?sid=117
3. http://b7oth.com/?p=11819